# ガンダム・センチネル
『ガンダム・センチネル』（GUNDAM SENTINEL）は、ガンダムの模型（ガンプラ、ジオラマ）に関連した、雑誌の連載企画、小説、フォトストーリー。
大日本絵画社発行の月刊模型雑誌『モデルグラフィックス』誌上において1987年9月号から1990年7月号まで連載（小説パートは元ストリームベースの高橋昌也）され、1989年に総集編+新作模型作例掲載の別冊ムックが発売、1990年には完全版の小説『ガンダム・センチネル ALICEの懺悔』が発売された。

## 企画の進展
元々の企画はバンダイから『モデルグラフィックス』（以下MG誌）編集部へ発注されたもので、『機動戦士ガンダムΖΖ』終了から『機動戦士ガンダム 逆襲のシャア』の公開までプラモデルのラインナップに空白が発生してしまうため、かつてのMSVシリーズに準じた形の、いわば「つなぎ」の企画としてスタートした。MG誌編集部は『ΖΖ』でデザインワークに参加しており、その縁からの依頼だったと推測される。企画は『ガンダム・センチネル』と名付けられ、誌面での連動を行い、新ガンダム（後のSガンダム）等、数点のキットを発売するというものだった。
1987年7月にガンプラの新シリーズ『ガンダム・センチネル』第一弾としてフルアーマーΖΖガンダムが発売された。フルアーマーΖΖガンダム自体は『ΖΖ』46話に登場した機体だが、キットはアニメ登場のものではなく、MG誌に掲載された1/100キット改造の牛久保孝一の作例に準じたもので、テレビ未登場の大型ビームランチャーを装備した白一色のカラーリングとなった。なお、キット化第2弾は1/300 クィン・マンサ、第3弾がスプリーム・ガンダム（後のSガンダム）となる予定だった。また、1/144 キュベレイなどの商品化の可能性を匂わせており、従来シリーズでキット化されなかったMSを製品化するという目論見も含んだ企画であった。
ところが、『逆襲のシャア』関連商品の製品化が当初の予定よりも前倒しになったため、「『ガンダム』を冠する2種類の新シリーズ商品が市場に並んでユーザーが混乱する事を避ける」というバンダイ側の理由から、センチネルシリーズのプラキット化はフルアーマーΖΖガンダムのみで一時凍結（事実上の中止）となった。
この事態に、MG誌編集部のあさのまさひこは、再商品化を目指すべく、企画をMG誌編集部に引き揚げ、模型誌の連載として『センチネル』を再始動させる。純粋な模型誌の読み物として再構成し、『月刊ニュータイプ』の協力を得て、1987年8月号のガンダム特集で自ら『センチネル』のプロパガンダを行った。記事中には庵野秀明原画のゼク・アイン、ネロ（準備稿）や、かときはじめ（現カトキハジメ）によるSガンダムの概念図等が掲載された。
そしてMG誌1987年9月号より連載が開始され、高橋昌也によるノベライズ、かときによるデザイン、あさのまさひこ監修による作例を軸に、ガンダム世界の「リアル」をとことん突き詰めたセンチネルは、3年に渡る長期連載となった。また、模型業界の事情や、モデラーやユーザーの意識を問う記事、模型雑誌としては異様とも言える様々なコラム、かときはじめによる実際の航空宇宙技術開発の解説を踏まえたMSのメカニズム解説、明貴美加による「モビルスーツ少女」など、多様な記事が掲載された。また、読者と企画側の間で熱い意見が交わされた読者投稿コーナーの常連からは後に、何人もの模型ライターが誕生している。
人気の高まりを受けて『逆襲のシャア』シリーズ終了後にキット化が再開。Sガンダムとそのバリエーション2種、Ζプラスの計4種がキット化された。キット発売以降は当時のキットが未消化だった部分のフォローを中心とした展開が行われ、それに併せて商品化未定のMSやパーツ等をMG.O.C.K.（Model Graphix Original Cast Kitの略称）ブランドからガレージキットとして販売した。雑誌作例として製作された高度な立体物をそのまま、あるいは更なる改修を施した形でユーザーが入手出来るキットとして、ゼク・アイン、ガンダムMk-V、ネロ等が発売された。
1989年には、これまでの集大成として別冊『GUNDAM SENTINEL〜THE BATTLE OF "REAL GUNDAM"〜』が刊行された。新MAゾディ・アックの登場など誌上連載のフォトストーリーは大幅に加筆・修正され、最新版の設定資料、リファインEx-Sなど新作を含むセンチネルモデラーのワークス体制による模型作例、スタッフのインタビュー記事が盛り込まれた。小説パートはレイアウトの都合上文字が小さく読みにくいものとなってしまったこともあり、翌年にムックではカットされた部分を加え『ガンダム・センチネル ALICEの懺悔』の題名で書籍として刊行された。
1990年5月号・7月号掲載の連載最終回「センチネル0079」では、一年戦争のソロモン攻略戦をセンチネル的解釈でリファインしており、この際に発表されたカトキによるリファイン版RX-78が後の「ガンダムVer.Ka」となった。なお別冊発行後のMG誌連載分（センチネル0079含む）は「連載を支えてくれた読者へのサービス」と位置づけて、「ムック化は行わない」と宣言されており、掲載誌は高額で取り引きされている。
現在でこそSDガンダムシリーズに登場するなど公式作品に準じるものとして扱われているが、連載当時はMG誌創刊時のゴタゴタの遺恨やあさの達スタッフの挑発的な言動もあって業界内でも風当たりが強く、競合模型誌はもちろん他メディアでも前述のニュータイプ誌など一部を除いてほとんど採り上げられなかった。

## 概要
スクラッチビルドで製作された数々の模型の画像に特殊効果を加えて作られたSFXフォトと、ノベル・ストーリーを軸に、一側面としてプラモデル商品化を目指して展開された。
模型先行であることを生かし、「立体物、あるいはメカ、空間兵器としての、現実性やグラフィックを追求する」といったことが当時の作家陣によって度々謳われている。一方であさのまさひこ、かときはじめらによる設定画稿は、模型作品をフィードバックしながら進められたため幾度も改稿されている。また、「機体ごとの最初の模型作例ができるまでは公式設定は存在しない」とも言われた。
特に、そのSFXフォトは、コンピューターによる画像処理やコンピュータグラフィックスが一般的ではなかった当時としては大変に斬新なものだった。「画像をどのようにして作り上げているのか」については連載当時は「同業種に安易に模倣されるのを避けたい」という理由で公開されず、正に「これまで誰も見たことがないし真似もできない」ものとして企画内容共々「ガンダム・センチネル」という“存在”の名を高めることに貢献している。また、SF考証にも力が入れられ、モビルスーツの動力や兵装の仕様について「ガンダムセンチュリー」で提示された各種設定をベースに当時としては最大限踏みこんだ解説がなされ、スペースコロニーなど現実世界に存在する概念については、現実の科学情報を織り交ぜて説明している。
アニメ作品が主体の「ガンダム」シリーズにおいて、模型主導のメディア展開を行ったという点ではいわゆるガンプラブームの中心となったMSVに近い企画と言える。モデラーを中心に根強いファンを生み出すと同時に、この企画終了以降の模型誌の作例を含めガンプラの作例などに多大な影響を与えており、企画・連載開始から20年以上も経過しているにも拘らず本作品に対してトラウマというモデラーが数多い。特にカトキのデザインしたメカは高い人気を誇り、その幾つかはバンダイからプラモデル、完成品トイとして発売されている。
MG誌1988年10月号ならびにBクラブ誌1988年9月号誌上でサンライズ製作によるOVA化が発表されたことがある。メカニック描写を中心とした10分程度の内容で、1988年内に全国の玩具店や模型店で1980円で販売される予定とされた。しかし、発表直後に「発売時期、スタッフ編成、その他、諸々の問題の為完全決定には至らず」（原文ママ）とバンダイ映像課から連絡が入り、ペンディング状態にあることがMG誌1989年2月号で発表された。同号では検討は続けているとも書かれているが、未だ実現はしていない。『機動戦士ガンダム0083 STARDUST MEMORY』とは共通する要素が多く、前記のアニメ化企画を発展的解消して制作されたと噂された。
なお、この作品はTV版『機動戦士Ζガンダム』の世界観の延長にある物語であるが、後年制作されTV版とは異なる結末となった劇場版『機動戦士Ζガンダム A New Translation』とは繋がらない部分がある。
小説パートを担当した高橋は、別冊のインタビューにおいて「富野監督はΖで幕末をモデルにして幕末の話をしようと見えたから、センチネルは露骨に幕末の話にした」と語っている。ニューディサイズの組織名は新撰組の意訳で、ニューディサイズの主要人物の名前は、新撰組をはじめとする江戸幕府の関係者から、α任務部隊側では維新志士たちを元にしている。さらには物語中の舞台である月面都市「エアーズ市」は会津藩を、低軌道連絡宇宙ステーション「ペンタ」は五稜郭をモデルにするなどしている。

## 物語
本作の舞台は『Ζガンダム』の終盤から『ガンダムΖΖ』の序盤、グリプス戦役末期の宇宙世紀0088年1月25日から同年4月5日。後にペズンの反乱と呼称される事件である。
小惑星基地ペズンに駐留する地球連邦軍教導団の中で、ティターンズ寄りの地球至上主義（アースノイド主義）の思想を持つ青年将校たちが、ニューディサイズを標榜して武装決起しぺズンを制圧。シャア・アズナブルによるダカール宣言以後エゥーゴ寄りの姿勢となった地球連邦政府に反旗を翻した。
対する連邦政府は、グリプス戦役終結時に大多数の戦力を温存していたネオ・ジオンとの衝突を前に早急に連邦軍内部の意思統一を図る必要があり、ニューディサイズはそのための最大の障害であると判断して討伐隊を派遣することを決定する。しかしネオ・ジオンとの戦いを前に大兵力を投入する訳にはいかず、アーガマ級新造巡洋艦ペガサスIIIとSガンダム・FAZZ・ΖプラスといったガンダムタイプのMSを中心とする少数精鋭（実体はニューディサイズの戦意喪失を期待した張子の虎）のα任務部隊が宇宙に送り込まれた。
そして激戦の果て、α任務部隊はペズンを制圧する。だが増援兼討伐隊本隊として派遣されていたブライアン・エイノー提督率いるX分遣艦隊がニューディサイズに寝返り、さらに親アースノイド派の月面都市エアーズが街を上げてニューディサイズに加担。戦力差は逆転し、戦局は混迷の度合いを深めていく。

## 登場人物
声優は『SDガンダム GGENERATION』シリーズによる。

### α任務部隊の人物
「α任務に就く部隊」ではなく、「任務部隊（タスクフォース）で、部隊名がα」である。
リョウ・ルーツ
声：藤原啓治
22歳、少尉（野戦任官）。Sガンダムの専任パイロット。同機に搭載された戦闘AI「ALICE」の開発者を母に持つ。父は一年戦争で戦死、母は「ALICE」開発に全てを捧げた挙句事故死した経緯から、組織の枠組みを嫌うとことん反抗的な性格に育った。その「ALICE」に感情を学習させるためのサンプル（コードネームはチェシャ猫）として、「常識では計れない不条理な男」であることを理由にSガンダムの専任パイロットに選ばれる。
入隊した当初は軍を都合の良い職業訓練校としか見ておらず、戦争をヒーローごっこと同列に扱う幼稚な面があったものの、幾度の死の恐怖や、上官であり超えるべき壁でもあったマニングスの死を経験し少しずつ成長する。粗暴な男というイメージがあるものの、いがみ合っていたチュン・ユンの危機を救い、ガンダムMk-Vに仲間が殺されたことを怒り、ガンダムMk-Vとの戦いの後に死の恐怖に駆られSガンダムの搭乗を拒んだ際には、マニングスに「乗らなければ仲間が死ぬ」と言われ搭乗するなど仲間思いの一面もある。また、本能的にではあるが、「ALICE」の存在に気づいていた節がある。なお、年齢については『ALICEの懺悔』本編中で宇宙世紀0085年の時点で「十六歳の少年」と記載されており、設定と食い違いがある。
シン・クリプト
声：塩屋翼
22歳、中尉（野戦任官）。FAZZ隊隊長。α任務部隊へ配属される前はSガンダムパイロット候補の一人として実験MS部隊に所属しており、リョウとはその時からの悪友。
戦闘においては、部下のグリソムとオルドリンと共に後方からの援護射撃を担当。しかし、月面降下及びエアーズ市制圧作戦「イーグル・フォール」において、味方からの救援要請を受けてガンダムMk-Vと交戦、相手の圧倒的な技量の前に機体と2人の部下を失った。
最初の頃は戦果が上げられないことを悔しがっており、「戦闘狂だ」と周りの熟練パイロット達とトラブルになっていたが、ガンダムMk-V戦での惨敗を経て成長し、後にはリョウの無神経な発言をたしなめることもあった。
月面都市エアーズから脱出したニューディサイズを追撃する際には、機数を増やすために分離されたSガンダムのAパーツが変形したGアタッカーのパイロットを担当、合体後はSガンダムの射撃手を務めた。
テックス・ウェスト
声：川津泰彦
25歳、少尉。Ζプラスのパイロット。地上組織であるカラバ出身ゆえに最初の頃はバカにされていた。観察力に長け、時には臆病と思われるほど温厚な性格だが、リョウの無神経な発言に反応したり、投降してきたエイノーの余りにも身勝手な言い分に激怒し、その顔面に鉄拳制裁をするという気性の激しい一面も持つ。
月面都市エアーズから脱出したニューディサイズを追撃する際には、機数を増やすために分離されたSガンダムのBパーツが変形したGボマーのパイロットを担当、合体後はSガンダムの索敵手を務めた。
「センチネル0079」では兄ケリー・ウェストがボール部隊の隊長として登場している。
シグマン・シェイド
21歳、少尉。Ζプラスのパイロット。テックスとコンビを組む。寡黙な努力家で、月面で被弾した後は何時間もシミュレーターに篭っていた。
最終決戦では、ペズンから地球へと降下しようとするニューディサイズのシャトル2機の内1機を撃墜し、自身も地球へと降下。リョウ達より一足早く彼の戦争は終わった。
ジョン・グリソム
少尉。シンの部下としてFAZZのパイロットを務める。イーグル・フォール作戦において、3機のFAZZによるミサイル弾幕を突破したガンダムMk-Vに撃墜され戦死した。
ロバート・オルドリン
少尉。グリソムと共にシンの部下としてFAZZのパイロットを務める。イーグル・フォール作戦において、グリソムの死に激昂しガンダムMk-Vへの反撃を試みるが、即座に距離を詰められビーム・サーベルの一撃を受け戦死した。
チュン・ユン
30歳、中尉。ペガサスIIIのネロ隊隊長。経験も技量もない癖に最新鋭機を与えられた新人パイロット達、特にリョウとは事ある毎に反目し合うが、そのリョウ達にエアーズ市への降下の際、ネロ隊がニューディサイズの罠に嵌まって絶体絶命の窮地に陥ったところを救われた事で打ち解ける。
月面都市エアーズから脱出したニューディサイズを追撃する際には、テックスに代わりΖプラスに搭乗した。リョウからSガンダムへの合体中の援護を頼まれ、これを承諾。最後は、エアーズ市降下作戦の時の借りを返すため、ゾディ・アックのメガ・カノンから合体するSガンダムの盾となり散った。
ストール・マニングス
声：大塚明夫
36歳、大尉。α任務部隊のMS部隊の指揮官。叩き上げの鬼教官としてリョウ達を鍛える。
一年戦争時にはサラミス級巡洋艦「マリアナ」所属の第120ジム中隊の一員としてジム（後期生産型）に搭乗し、ソロモン攻略戦に参加した。この戦闘中に敵MS部隊に包囲されていた僚友トッシュ・クレイを庇い被弾し右足を失うも、以降は義足を付けて軍務に服した。終戦後はトッシュと共にサイド1のコロニー駐留部隊のMSパイロットとして赴任した。
宇宙世紀0088年1月、α任務部隊のMS戦隊指令として着任。そのMS戦隊の大半が新兵で構成されていたため、作戦立案だけではなく、パイロットの訓練も併せて実施することになる。隊内でもALICEの存在を知る数少ない1人で、それ故に「チェシャ猫」として選ばれたパイロットであるリョウを特に気にかけ鍛えていた。作戦面でもペズンの発電衛星であるSOL7804撃破作戦や月面降下作戦等を立案し、実戦経験の無いヒースロウを補佐する。
イーグル・フォール作戦の後、α任務部隊は大きく戦力の疲弊したペガサスIII一隻でニューディサイズ（ND）への追撃を強いられることになり、自らもパイロットとして出撃することを考えていた。ネオ・ジオン部隊による妨害工作を退け、ペンタを占拠したND部隊をリョウ率いるMS隊が攻撃中、ペガサスIIIはゾディ・アックの猛撃を受ける。出撃可能なパイロットは自分しかいないと独断で訓練機ネロ・トレーナーに搭乗して出撃、機動力を生かしゾディ・アックを翻弄するものの、ペガサスIIIを狙ったメガ粒子砲を回避しきれず機体の右脚が蒸発。その直後にサイドが放ったゾディ・アックの粒子砲の直撃を受け、死亡した。この時、マニングスは敵MAに旧友クレイが搭乗していることを直感し、クレイも片足のネロを見て、お互いが対峙していることを初めて知った。
ゲーム『SDガンダム GGENERATION-ZERO』『ガンダムネットワークオペレーション2』では、一年戦争時のマニングスが登場する。
イートン・F・ヒースロウ
声：戸谷公次
34歳、少佐。ペガサスIII艦長でα任務部隊の指揮官。高等士官学校を首席卒業した秀才。マニングス同様、ALICEの存在を知っている。
初陣ではベテラン揃いのニューディサイズに随伴艦二隻を撃沈される手痛い洗礼を浴び、部下のマニングスに艦長としての威厳を形無しにされる。更に、月面でのエアーズ市降下作戦では士官学校時代の教官でもあったエイノーに殲滅寸前まで追い詰められるが、それが指揮官として、艦長としての成長を促すこととなった。対ゾディ・アック戦ではそのエイノーから「本物の指揮官」になりつつあるとまで言われる程までになる。
物語序盤こそマニングスとの関係は劣悪だったが、成長と共に彼に対する不満も無くなり、全面的に信頼するようになったばかりか冗談まで飛ばすようになった。マニングスの方でも、彼に対する軽蔑心も無くなり、艦長として認めていったようである。
ALICE
声：朴璐美
SガンダムのAI（Sガンダムの性能については、当該項目を参照）。
Sガンダムは元々このAIで運用する事を前提として作られており、無人兵器として、人間の代わりに戦闘に出ることによってありとあらゆる面での効率化を図ろうとしていた。しかし、機械では政治的影響力を及ぼせないことから、開発者のルーツ博士殺害事件などの軍や政府上層部の意向による妨害工作を受けた結果、開発中止になる。ニューディサイズ討伐作戦において、余剰機材の有効活用という意味合いから、キャロル博士によってAIを凍結された上で実戦に供されることになるが、実は偽装工作でその意思は凍結されていなかった。
人間のわがままを受け入れた上で自律的に行動する、という矛盾する事を要求されたために、“彼女”を育てるパートナーには理不尽な要素を持つ男が必要となり、その相手としてリョウが選ばれる。尚、ALICEの中枢はコア・ブロックにあるが、それ単体ではただの学習型コンピュータでしかなく、AパーツとBパーツが揃ったSガンダムの形態でないとALICEは機能しない。
常軌を逸したリョウの意識に困惑し、戦争の不条理さに直面しながらも学習を続け、ガンダムMk-V戦ではリョウを守るためにSガンダムを操るようになり、ゾディ・アック戦でついに完全に覚醒、以降はリョウ達の操作を受け付けなくなった。最後は、リョウ達を助けるために彼らがいるコックピットを強制的に排除、A・Bパーツのみの状態で大気圏に突入するニューディサイズのシャトルを狙撃し、大気圏再突入ができないA・Bパーツはそのまま燃え尽きた。これにより、ALICEは学習型コンピューターに戻った。
女性キャラがほぼ登場しない本作においてはヒロイン的な存在である。しかし、結局のところは「オカマ」であると小説パート著者である高橋昌也は述べており、最後では「彼女は菩薩になった」という表現でぼかされている。
名前の由来はルイス・キャロル作『不思議の国のアリス』からであり、作中でリョウ・ルーツに付けられているコードネームのチェシャ猫も同様。

### 地球連邦軍の人物
ルーツ博士
主人公、リョウ・ルーツの母。夫は連邦軍人だったが、一年戦争時に戦死している。
ALICEの開発者であり、家庭を顧みずにその開発に心血を注いでいたが、原因不明の爆発事故により死亡した(ALICE開発の進展を快く思わない勢力によって謀殺されたとする説もある)。彼女の死によって、リョウの性格が反抗的に形成されていくことになった。
キャロル博士
ルーツ博士のかつての同僚で、ALICEの開発に携わっていた人物。リョウを「ヤクザの予備軍」と呼んでいる。ALICE封印の偽装工作を施す。

### ニューディサイズ（ND）の人物
ニューディサイズ(New Desides)は、「新たな決意（New Decision)」「反対(Dis-side)」「反スペースノイド（スペースコロニー群をサイド○と呼ぶことから）」を合わせた造語であると作中では語られている。
ブレイブ・コッド
声：玄田哲章
39歳、元大尉。宇宙世紀0085年頃、新設される地球連邦軍教導団へ転属。宇宙世紀0088年1月25日、ペズンの反乱を起こし、ニューディサイズ首領となる。熱心な地球至上主義者であり、エゥーゴへの迎合を拒みクレイと共にニューディサイズ結成の中核を担う。一年戦争以来の歴戦の武人として知られ、百戦錬磨の経験に基づく「戦争は兵器ではなく技量」の信念を具現化するかの如く、MSパイロットとしても並外れた腕前を有する。いわゆるニュータイプではないが、その極限まで鍛え上げられた精神と肉体は常人では耐えられない程の高Gすら克服し、機体の耐久限界を超えた最大推力を用いての高機動戦闘を可能にした。
また、軍人としての実力のみならず天性のカリスマ的側面を併せ持ち、クレイは組織の求心力として彼に多大な期待を寄せていた。しかしコッド自身はあくまでパイロットとして自ら前線に立つことを望み、ニューディサイズに合流したエイノーより新型MS、秘匿名称「新器材“G”」ことガンダムMk-Vを受領して以後は、同機の主任パイロットとなる。
ガンダムMk-Vに搭乗したコッドはインコム兵器を駆使し、α任務部隊のMSネロ9機を瞬時に撃墜する。また、同部隊に配備されていたFAZZ隊との交戦時には、ガンダムMk-Vの機体限界を超えた高速機動によって弾幕を突破、近接戦闘に持ち込み3機全てを一掃した。その後も少数の戦力しか保有しないニューディサイズのフラグシップとして、月面都市エアーズの防衛戦で累々たる戦果を挙げていく。エアーズ陥落の際には、脱出経路を確保するべく出撃し、オフショーらと共にα任務部隊のEx-Sガンダム及びΖプラス部隊との交戦に突入する。ガンダムMk-Vは過日の戦闘によって操縦系に不調を抱えていたが、コッドは巧みな機体操作によって火力面で勝るEx-Sガンダムを翻弄。やがて同機の武装の殆どを破壊し、月面上での白兵戦にて撃墜寸前まで追い詰める。しかし突如覚醒したALICEにより、乗機をビームサーベルで両断、撃破される。死の瞬間、地球回帰のビジョンを脳裏に描き、ガンダムMk-Vとともに月面で爆散した。
トッシュ・クレイ
声：堀内賢雄
35歳、元大尉。ニューディサイズ参謀格。ブレイブ・コッド戦死後にニューディサイズ首領となる。彼もまた熱心な地球至上主義者であり、コロニーに生えた草花を「ニセモノ」と蔑み、人類は地球に住むべきとの学説を政治誌に載せたこともある。
一年戦争時にはサラミス級巡洋艦「マリアナ」所属の第120ジム中隊の一員として、ソロモン攻略戦に参加。マニングスとは旧友の間柄。戦闘中に敵MS部隊に包囲され撃墜される寸前にマニングスが庇ったことで生き残るが、その代償としてマニングスは片足を失ってしまう。この事に負い目を感じ続けており、後のニューディサイズの武力蜂起は独善的ながらマニングスに対する自分なりの借りの返しが動機になっている。
その後、マニングスと共にサイド1のコロニー駐留部隊のMSパイロットとして軍に在籍していたが、宇宙世紀0085年に地球連邦軍MS教導団に異動する。
宇宙世紀0088年1月に、ペズンの反乱を起こし「ニューディサイズ（ND）」を結成。この武装蜂起のきっかけであるペズン制圧の際、ジョッシュ・オフショーと共にゼク・アインで出撃している。ニューディサイズの首領をコッドに任せて裏方となるが、自ら前線に赴く彼に代わり作戦の立案などを一手に行っていたことから、実質的にはクレイがニューディサイズを指揮していたとも言える。
3月に入ると発電衛星SOL防衛戦の失敗、パーシュレイの粛清などを経てペズンを核で爆破して脱出、月軌道にて情報士官サオトメの工作で反旗を翻したエイノー艦隊と合流、クレイの描く月面自治都市を連合させて地球連邦政府に対抗させる「月面都市連合構想」のもと、他の月面都市群の援軍を期待してのエアーズ市攻防戦を展開し、中央政庁ドームでエアーズ市長カイザー・パインフィールドと共に不眠不休で同市の防衛作戦の指揮を執る。
討伐隊にエアーズ市が包囲され、他の月面都市も実質的に中立を決め込み、次々と市の領土を制圧されて敗色が濃厚になると、マス・ドライバー（質量加速機）射出軌条による月面脱出作戦の敢行を決定する。オフショー含むコッド隊は軌条の確保、サイドら含むクレイ隊はエアーズ市の宇宙港制圧への2隊に分かれ、1機でも、1人でも多くの戦友を宇宙に帰すべく必死の脱出作戦を展開するが、この作戦中に首領のコッドが戦死。その後はクレイがニューディサイズ首領として指揮を執る。
3月28日、サオトメの手引きでニューディサイズを率いネオ・ジオン艦隊に回収される。艦隊指令のトワニングにネオ・ジオンへの参加を誘われるが、隊員全員で合流するか否か討論を重ねたのち、ニューディサイズを解散させて、ネオ・ジオンとサオトメら生き残りの3分の1の隊員たちと決別した。
大義を貫くべくネオ・ジオンとの合流を拒んだクレイらニューディサイズ残党は、トワニングから最後の援助として、大型MAゾディ・アックと、同機を曳航するためのムサイ級軽巡洋艦1隻を譲り受ける。
ネオ・ジオン艦隊と別れた後は、壊滅状態に近い戦力でも実行可能な作戦行動を検討し、ペンタを利用した作戦を立案、4月2日、エイノー艦隊と共にこれを占拠する。この作戦はペンタ制圧後にシャトルを強奪し、MS隊が連邦議会所在地であるダカールに降下して議会を制圧、その間ゾディ・アックで宇宙艦隊を牽制しつつ、最終的に大気圏突入可能であるゾディ・アック自体を落下させ、連邦軍総司令部の移転予定地であるラサ市をピンポイント爆撃するという作戦であった。
作戦開始直前、ゾディ・アックの慣熟訓練中にニューディサイズを追撃してきたペガサスIIIと遭遇、そのまま戦闘に突入する。メガ・カノンの一撃でペガサスIIIの左エンジンを消滅させるが、出撃してきたマニングスの駆るネロ・トレーナーに阻まれる。マニングスの必死の呼びかけにも気づかず、戦友であり彼自身が「もう1人の自分」とまで例えていた彼を撃墜してしまう。皮肉にも相手がマニングスと直感したのは、自らの攻撃でネロ・トレーナーの片足を蒸発させた後、同乗するサイドがメガ粒子砲のトリガーを引いた瞬間だった。
その後はペガサスIIIの戦闘力を奪ったと判断、シャトルの護衛に回りSガンダムと交戦する。大気機動による巧みな軌道変更とゾディ・アックの分離機構で翻弄するが、メガ・カノンの暴走でサイドが搭乗するゾアンIIが爆砕。自らのゾアンIでSガンダムと白兵戦を展開するが、オフショーが操縦するゼク・ツヴァイが乱入したことで混戦となり、時間切れ直前にゾアンIを爆撃コースに乗せた上で脱出、シャトルに帰還する。しかし、完全に覚醒したALICEが掌握したSガンダムにゾアンIとシャトルが狙撃される。その直前、自身が地球のためにと信じてとった行動が、結局は自分達の思い上がりでしかなく、そのためにエアーズ市やオフショーを巻き込んでしまったことを悟り、悔悟の念から発した「地球か…」という言葉が最期の言葉となった。
『SDガンダム GGENERATION-ZERO』『ガンダムネットワークオペレーション2』では、一年戦争時のクレイが登場する。
ジョッシュ・オフショー
声：山寺宏一
22歳、元少尉。名家オフショー家の出身で、政界入りの手段として軍に入隊する。
幼い頃からの家の教えの影響で、他人に面と向かって逆らわず、流されるように生きてきた。本人もそれを自覚していたのか、教導団に配属を志願した動機を「心境の変化が在るのかもしれない」と発言している。
ニューディサイズ決起後、実戦経験がほとんどないにも関わらず第一突撃隊隊長として抜擢されている事から見ても、パイロットとしては一流と言っていい実力を備えている。その実力はコッドやクレイにも信頼されており、小惑星ペズン制圧・パーシュレイの内部粛清・エアーズ市防衛隊の指揮など重要局面で活躍し、コッドが戦死した後は、彼に代わって射出軌条で仲間の退路を守る迎撃部隊の指揮をクレイに任されるなどニューディサイズを支え続けた。
だが、自分よりも遥かに格下のパイロットが操縦しているにも関わらず、機体性能の差からSガンダムに苦汁をなめさせられ続けることにプライドを傷つけられ、特に月面でのエアーズ市攻防戦が彼の心に大きな影を落とす。自身が思い描いていた「パイロット同士が技量を競い合う戦争」と「敵(α任務部隊)よりも更に未熟な幼年学校の少年兵までもが駆り出される現実の戦争」とのギャップにより、次第に情緒不安定な状態に陥っていく。月面都市エアーズ陥落後、ネオ・ジオンの援護で辛くも月からの脱出に成功するものの、この際の援護射撃が元で視神経が麻痺する傷を負う。
ネオ・ジオンの合流誘致によるニューディサイズ分裂・解散時にニューディサイズとしての戦争を継続するクレイに従い、ネオ・ジオンと決別。その後ニューディサイズはペンタを制圧したが、ペガサスIIIの追撃が始まるとペンタからのシャトルによる地球降下が急がれ、置いて行かれるのに気が付いたオフショーはゼク・ツヴァイのパイロットを昏倒させすり替わる。大気圏突入が迫る中、Sガンダムの接近に対し自ら出撃を志願、SガンダムとゾアンIとの戦闘に乱入する。しかし、まともな視界が得られずに戦闘が続けられる筈もなく、覚醒したALICEにあしらわれるだけでなく、クレイからも自分を見放したような発言を受けてしまう。クレイの離脱後もSガンダムに食い下がるが、ALICEにゼク・ツヴァイを地球に向かって放り投げられてしまう。
機体が赤熱していく中、眼前に迫る地球を見て、「自分は母の影から逃れ、大人になりたかったのだ」ということに気づく。だが時すでに遅く、クレイのシャトルが狙撃され爆散するのを目撃した直後、大気圏で機体ごと燃かれ尽くし、死亡する。
ファスト・サイド
声：関智一
28歳、元中尉。第4突撃隊隊長を勤める有能なパイロット。最終決戦時にはトッシュ・クレイと共にゾディ・アック（ゾアンII）に搭乗する。マニングスとチュン・ユンを撃墜するが、ゾアンIIに分離した後、メガ・カノンの多用により機体が熱容量の限界を超え爆発、戦死した。
ドレイク・パーシュレイ
年齢不詳、元大尉。ニューディサイズ結成に加わった首脳幹部の1人。事が大きくなるのに怖気づき、コッドらを裏切って討伐部隊に投降しようとするが、その意図を見抜かれていたため結局は謀殺された。
マイク・サオトメ
32歳。ニューディサイズ所属の情報士官で工作活動を担当する。実は旧ジオンの人間で個人情報は闇で買ったものであり本名は不明。エイノーを抱き込んで艦隊ごと造反させたり、月面攻防の最終局面では密かにネオ・ジオンと連絡をとり、援護砲撃をさせて脱出を成功させるなど中々の暗躍ぶりを見せた。
モデルグラフィックス連載版には登場せず、サトウというキャラクターが彼に相当する役として登場していた。

### 連邦軍宇宙艦隊の人物
ブライアン・エイノー
声：大林隆ノ介（現：大林隆介）
66歳。連邦軍宇宙艦隊提督。対ジオン強硬派、いわゆるタカ派であり、ニューディサイズのメンバー同様、自らを「アースノイド＝地球人」という誇りを持つ一方、「スペースノイド＝宇宙人」という偏見を持っているが、更に彼の場合は「宇宙人＝親ジオン」という歪んだ結論に至っている。その容貌と行動から、将兵からは「ハゲタカ提督」のニックネームを奉られていた。
一年戦争では、最後まで和平ではなく「ジオン討つべし」と主張したために、戦争後は高等士官学校の校長という閑職に回されていた。連邦軍を自分の家庭と教え子達を息子と例えており、敵となったヒースロウも例外ではない。なお、実子はヒースロウ同様高等士官候補で自身の教え子でもあったが一年戦争で戦死している。
ペズンの反乱の際、他に人材がいない事やニューディサイズのメンバーにも多数教え子がいた事から、降伏勧告の使者の意味合いを兼ねてマゼラン改級戦艦「ブル・ラン」を旗艦とする地球本星艦隊X分遣艦隊（エイノー艦隊）の指揮を命ぜられるが、エイノーの目からはエゥーゴ寄りとなった現在の連邦軍上層部は、「宇宙人」に支配されたも同様と見なされており、常に反感を抱いていたために、サオトメの説得を受けて艦隊ごとニューディサイズに寝返ってしまう。
小惑星ペズンが核自爆で消滅したと知ると、月軌道でニューディサイズ艦隊と合流し、エアーズ市の勢力も含めた連合艦隊となり、艦載していた新兵器・ガンダムMk-Vをニューディサイズに贈与した。つまり、α任務部隊からすれば、自分達の本隊が丸ごと敵に寝返った形になり、同部隊が殲滅寸前まで戦局が傾いたが、連邦宇宙軍のなりふりかまわぬ本星艦隊の投入により、形勢は逆転。連合艦隊はエアーズ市での戦闘で敗走し、艦隊の数隻は撃沈、更には数隻がα任務部隊に投降するなど壊滅、旗艦ブル・ランとサラミス改級巡洋艦「アオバ」を残すのみとなった。
最後はニューディサイズを地球に降下させるための時間稼ぎとしてペンタに立て籠もり抵抗、目的を果たした後はリョウ・ルーツを隊長とするMS隊に投降した。しかし、自らの好悪だけで大勢の部下を巻き添えに連邦軍を離反し、散々状況を悪化させて多くの無関係な犠牲者（エアーズの市民や兵士養成学校の生徒までもが戦争に巻き込まれている）を出しながら、自分達だけは投降した挙句、自らを省みぬ自己中心的な主張を当然の如く語ったため、殴りかかろうとしたリョウはおろか、彼を制止していたテックスさえも激怒（普段の温厚な彼を知っているシンとリョウが唖然とする程）。顔面を殴打されて、その主張は「その考えこそが自分の息子を殺した」「次の世代達への侮辱」であると、断じられた。

### エアーズ市の人物
カイザー・パインフィールド
月面都市エアーズ市長。エアーズ市は観測基地の隊員を祖としている事と、月の裏側にあって地球を見ることができない立地条件から地球を崇拝していた。その事から親アースノイド的であり、グリプス戦役のコロニーレーザー戦では市長自ら先頭に立ってティターンズに参加していたが、身を案じた部下達によって連れ戻され、結果的には敵前逃亡という形になってしまう。このような経緯から敗走したティターンズ将兵達を無条件で受け入れ、再三に渡って彼等の引き渡しを要求する連邦政府に対しては内政干渉と拒絶し続けた。エアーズ市攻防戦では先の敵前逃亡の恥辱を雪ぐ動機もあり市の総力をもってニューディサイズに協力することとなる。しかし敗色が濃厚になると、市民を戦争に巻き込んだ責任を取り拳銃自殺した。
ホワイト・フォース
地球連邦軍幼年学校生徒で構成された、エアーズ市防衛隊のうち最も若い少年兵部隊。オフショーが率い、主にエアーズ市周辺で討伐隊の迎撃を行った。その内訳は、オフショーに全面的に頼らねば何もできないまま確実に戦死してしまうほど、兵とは呼べない未熟な少年たちである。だが、彼の指導の下、コッドのガンダムMk-Vが月面への降下態勢に入ると、援護射撃を開始、Mk-Vを降下させることに貢献した。
やがてエアーズ市が陥落を迎える中、討伐隊によるエアーズ市包囲網突破、月面脱出作戦において、射出軌条制圧のため行軍していたオフショーらニューディサイズ部隊にホワイト・フォースの少年兵らがMSで密かに同行、討伐隊の最前線部隊と混戦する戦場で討伐隊のガンダムに狙い撃ちにされる。オフショーは中央政庁ドームに戻り武装解除を促すが、エアーズが降伏した後も飽くまでもオフショーについて来ようとする少年兵たちのMSの脚部ユニットを撃ち抜くことで戦闘の放棄を強制し、ホワイト・フォースは解散した。

### ネオ・ジオンの人物
トワニング
ネオ・ジオン艦隊司令。エアーズでの戦闘で敗走したニューディサイズを回収、保護した。その目的は、地球連邦軍の内乱傍観とニューディサイズの熟練兵回収、データ収集であった。欠陥品であるゾディ・アックをニューディサイズに譲渡し、彼らと別れたあとにα任務部隊と遭遇、時間稼ぎのための挑発行為を繰り返す。ただし、ネオ・ジオンが連邦に対し宣戦布告する前であったため戦闘は本意ではなく、照準レーザーを当てられるとすぐに撤退した。

## 登場兵器
モビルスーツやモビルアーマーなど機動兵器に分類されるものは
それ以外のものについては

## メカデザイン
当時の最新作であった『機動戦士ガンダムΖΖ』のゲストメカデザインを行なったカトキハジメと明貴美加が担当している。また、いくつかの設定画はディレクターであるあさのまさひこ自らが起こしている。連載開始前のSガンダムの設定画は、Ζガンダムのメインデザイナーである藤田一己がクリンナップしたもので、後にカトキが新たに設定画を起こしている。

## Sガンダムの名称
主役機Sガンダムの呼称は、本作の企画と時を同じくして製作が進行していた映画『機動戦士ガンダム 逆襲のシャア』の主役メカの仮称がHi-S（ハイエス）ガンダムだった事に由来する。これは映画原作小説のタイトル「ハイ・ストリーマー」から。また、富野由悠季監督がシャアの英語表記を"Shar"と勘違いしたまま「シャアを超える」という意味で名付けたためという説もある。
このHi-Sガンダムの前に存在する（市場でユーザーに認知される）ガンダムなので、Hiを取って「Sガンダム」と命名され、そこから「最強のガンダム」のコンセプトに基づき「シュプリームガンダム」という名称になったが、登録商標が取得できなかったため「スペリオルガンダム」に変更されたものの、最終的に「スペリオルガンダム」も使用できなかったため、模型化の際には省略形の「Sガンダム」が商品名となっている。

## ガンダム・センチネル0079
連載のラストとして、『モデルグラフィックス』1990年5月号と7月号の2回にわたって掲載された短編企画。「センチネル」の手法で一年戦争のソロモン攻略戦を再現するというもので、当時は少尉でジム（後期生産型）に搭乗するトッシュ・クレイとストール・マニングスを主役に据えている。
シリーズ第1作『機動戦士ガンダム』に登場する兵器の一部のデザインがカトキによってリファインされており、デザインの多くがのちにカトキがメカニックデザインで参加するOVA『機動戦士ガンダム0083 STARDUST MEMORY』をはじめとする後発映像作品に流用されたほか、本編では1カットしか登場しないガンダムも「ガンダムVer.ka」として商品化された。また、あさのまさひこのコメントによればフルアーマーガンダムのラフ画稿も存在している事が明らかになっている（未発表）。
なお、このシリーズからのMG.O.C.K.ブランドによるキット化はされていないが、一部は本編使用作例をもとにしたガレージキットが（ビグ・ザムは新規、ほかは『0083』登場兵器として）B-CLUBブランドから発売された。
登場兵器
地球連邦軍
- RX-78-2 ガンダム - 一部デザインを変更して『HG ガンダム』付属説明書などのイラストに登場したほか、のちに「ガンダムVer.ka」としてマスターグレード (MG) のプラモデルなどで商品化された。
- RGM-79 ジム（後期生産型） - デザインがジム改などに流用された。
- RB-79 ボール - デザインがボール改などに流用されたほか、「ボールVer.ka」としてMGで商品化された。
- FF-X7[Bst] コア・ブースター - 「コア・ブースター“0079"」として、本企画以前の「センチネル」で設定画と作例が（ムックにも）掲載されたが、本企画ではガンダムとともに1カットだけ登場した。
- パブリク - 本企画以前の「センチネル」で（ムックにも）ベースとなるイラストが掲載されていた。
- サラミス
- ホワイトベース - 本編未登場だが、設定画が掲載された。『HG ガンダム』付属説明書のイラストに登場。

ジオン公国軍
- MS-06F ザクII - デザインがザクII F2型などに流用された。
- MA-08 ビグ・ザム - 本企画以前の「センチネル」で（ムックにも）ベースとなるイラストが掲載されていた。
- ガトル - デザインの一部がドラッツェのバックパック（ガトルのエンジンを流用したという設定）に流用された。

## 版権
MGモデルグラフィックス誌は1996年10月号において模型イベント「JAF-CON V」における『センチネル』を題材とした当日版権ガレージキットの販売停止について触れ、自社のスタンスを表明するとともに、バンダイとの同意のもとに自分達には『センチネル』における一定の権利があるという主張を行っている。
このことは元々『センチネル』の版権の線引きが口約束のみで文書化されておらず曖昧だったことと、これに関与したバンダイ側の当事者が異動により不在となったことから発生した「事件」だった。これ自体は、誌面でのやりとりを経てその後バンダイホビー事業部とは和解している。しかし、この記事においてガンダムシリーズの版権元であるサンライズが当時何らかの形で版権移譲を関知、承諾したという記述はない。
バンダイ側においてもキャラクタートイ事業部（現コレクター事業部）より展開された玩具「GUNDAM FIX FIGURATION」シリーズについては前述した「口約束」を全く無視した形で商品が展開されており、 バンダイグループ内においてもモデルグラフィックス誌の主張が実効性を持っていなかったことがうかがえる。
その後、同誌1997年3月号において前述の記事内容について「訂正とお詫び」とした訂正記事が掲載され、この中で「『ガンダム・センチネル』を含む『ガンダムシリーズ』の版権はMG誌が持っているのではなく、創通エージェンシー・サンライズにあり、バンダイがアートボックス（モデルグラフィックス誌の企画・編集）に商品化料を支払うという事実はあり得ない」と記述されている。
ガンダムシリーズ関連の当日版権が唯一許諾される模型イベント「キャラホビ C3×HOBBY」において、『センチネル』関係の版権は許諾されていなかったが、2005年にウェーブ 、2010年にはボークスがガンダムMk-Vを正式に許諾を受けた上で販売を実現した（正式には『センチネル』版権ではなく『SDガンダム GGENERATION』名義での許諾）。
また、studio RECKLESSでは2006年にΖプラスの販売を予定したが二次審査で不許諾となり断念している。
後に頭部のみをΖガンダムの再版キットにおまけとして付属。 量産型Ζガンダムのキットには頭部、両腕、両脚が転用されている。
ヌーベル・ジムIIIに関してもジムIIIにヌーベル用のパーツをおまけとして付属させる形が取られている。しかし2014年のキャラホビで、studio RECKLESSを始めとした複数のディーラーからSガンダムやΖプラスのガレージキットが発売された事から、前述の状況が変化して『センチネル』版権での当日版権許諾が降りる状況に変化している模様である（前述のような『SDガンダム GGENERATION』版権では許諾されにくい胸像の許諾が降りている）。

## 本作のその後
MG1989年2月号誌上で、バンダイの開発スタッフに対するインタビューで「もしあと1点キット化できるなら何をやりたいか」という問いに「完全変形可能かつEx-S・Bstへの換装可能なSガンダム。合体・変形可能なSガンダム本体が2,500〜3,000円くらい、追加パーツは別売り、フルセットで5,000円くらいになるだろう。」と回答している。その後、2001年にはバンダイからHGUCでSガンダムとゼク・アインが発売され、MG（マスターグレード）ではΖプラス、FAZZと続き、合体・変形可能なSガンダム及びEx-Sガンダムが発売され、2018年にはディープストライカーまでもが発売されるに至った。
その後、雑誌の作例では「君にもできるキット攻略シリーズ」を下敷きにしたものが増えた。また、『電撃ホビーマガジン』誌上で連載された『ADVANCE OF Ζ ティターンズの旗のもとに』は、雑誌企画物としての本作の影響を色濃く受けている。
模型雑誌での他のガンダムシリーズ作例にも本作の影響は見られ、特に「公式設定を離れたカラーアレンジ重視」といった作例では、本作で示されたロービジ・ピクセルパターン迷彩・「スプリッター」迷彩や独特のレタリングを伴う大胆なグラフィカルな配色といったアレンジが好まれることが多い。これはグラフィックデザインの方法論に基づいたものであるため、その知識と経験がない者が正しく模倣することは困難であり、あさのまさひこは「説明しても無駄」と考えていた。しかし、連載終了から20年以上が経ったMG誌2011年4月号と2011年7月号の2号にわたる特集で基本的な考え方が初めて解説された。
カトキハジメのデザインはその後も高い人気を博し、彼のリファインしたモビルスーツを完成品として提供する『GUNDAM FIX FIGURATION』（ガンダム・フィックス・フィギュレーション）シリーズが立ち上げられ、ディープストライカー、リファイン版バーザム、Ζ-plus強化型ハミングバード等、メーカーによる商品化は困難と考えられていたアイテムが多数発売されている。
また、低年齢向けの『SDガンダム』では幾度となくSガンダムとΖプラスをモチーフにしたキャラクターが創作されており、2010年時点での最新シリーズである『BB戦士三国伝』でも関平ガンダム、陸遜ゼータプラスとしてプラモデル化され、同年4月より放送されたテレビアニメ『SDガンダム三国伝Brave Battle Warriors』にも登場した。
付属の冗談企画『MS少女』は本編に匹敵する人気を博し、ジオノムスメに代表される後続企画を生み出した。
ゲームでは『SDガンダム GGENERATION』シリーズに登場する。『GGENERATION-F』では各キャラクターに声優がつき、BGMも用意され、ムービーも挿入されている。
『GGENERATION』シリーズではほぼ毎回登場するようになったが、同じくシミュレーションゲームシリーズである「スーパーロボット大戦シリーズ」では、『第4次スーパーロボット大戦』と移植作の『第4次スーパーロボット大戦S』においてSガンダムやEx-Sガンダムが機体のみ参戦したのが唯一の例となっている。この『第4次S』は2011年にゲームアーカイブスでの配信が開始されている。また、『第2次スーパーロボット大戦α』に登場するバーザムは、リファイン版の姿となっている。
『ガンダムバトル』シリーズではMSは参戦しているがキャラクターは一切参戦せず、「機動戦士ガンダム vs.シリーズ」ではPS3版『機動戦士ガンダム エクストリームバーサス フルブースト』でEx-Sガンダムが参戦したが、パイロットのリョウ・ルーツは参戦していない。キャラクターが参戦していない理由についてバンダイナムコゲームスは“諸事情”とのみ述べている。アーケードカードゲーム『ガンダムトライエイジ』にはリョウ・ルーツ、Ex-Sガンダム共に登場しており、現時点ではこれがリアル頭身のEx-Sガンダムとパイロットのリョウ・ルーツが同時に登場する唯一のゲームとなる。
2013年にはテレビアニメ『ガンダムビルドファイターズ』第17話などにSガンダムが、2014年にはアニメ版『機動戦士ガンダムUC』にΖプラスが登場している。
2022年にKADOKAWAから発売された『機動戦士ガンダム新訳MS大全集 U.C.0081-0090編』では、本作に登場するMSが掲載されておらず、帯には「『ガンダム・センチネル』は権利者の希望により収録しておりません。」と記載されている。